# Flakstad

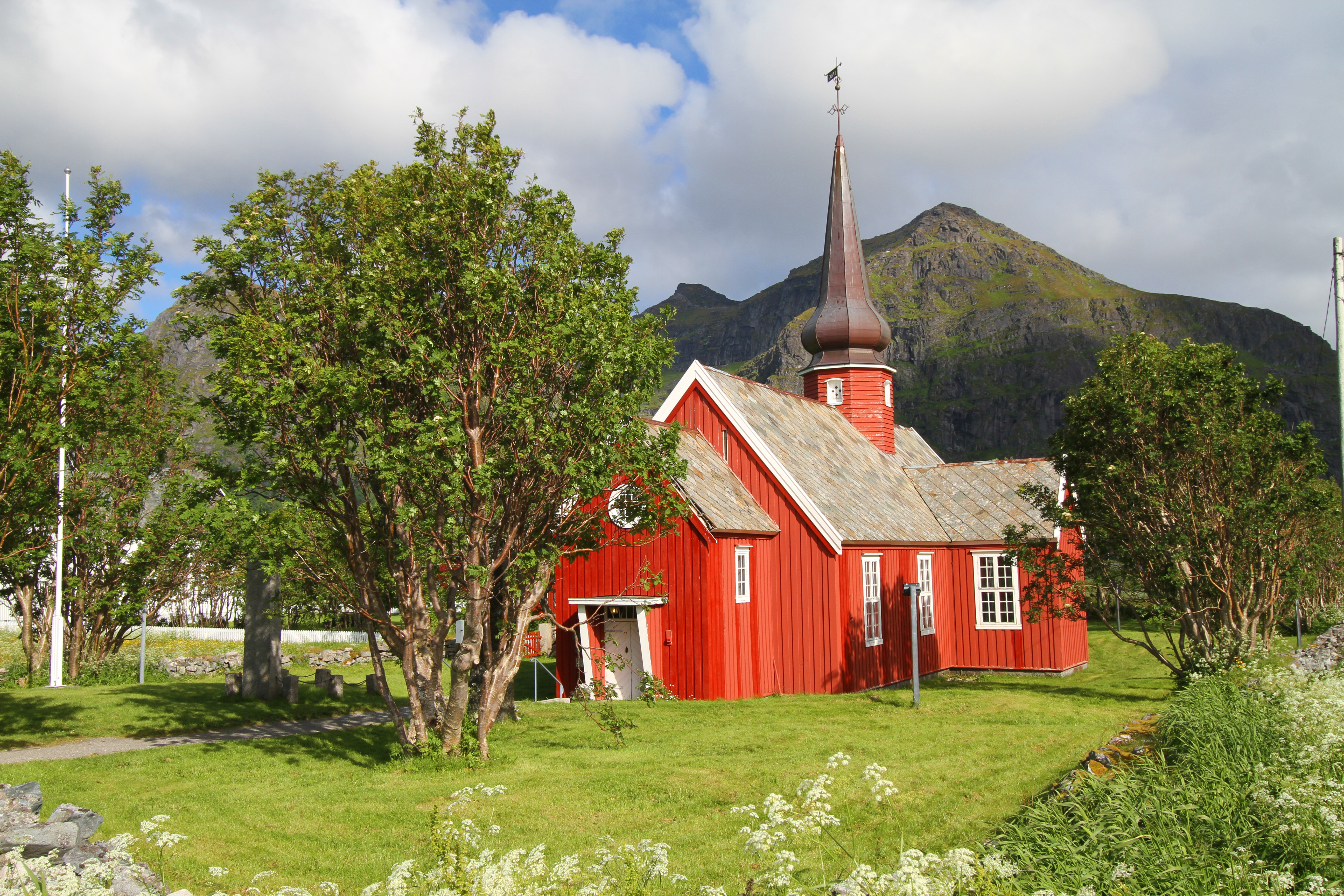

Flakstad é uma comuna da Noruega, com 179 km² de área e 1 484 habitantes (censo de 2004).         